# Народно читалище „Будилник – 1898“
Народното читалище „Будилник – 1898 г.“ е читалище в град Ракитово, регистрирано под № 467 в Министерство на културата на България.
Учредено е през 1898 година по идея на писателя и тогавашен учител в селото Иван Клинчаров (1877 – 1942). Читалището е именувано „Будилникъ“ на името на вестника на Христо Ботев.
Читалище „Будилник“ организира културно-просветни мероприятия: изложби, творчески вечери, представяне на книги и техните автори. В тази дейност взимат участие театралният колектив „Нишан“ и детското театрално студио „Питър Пан“, вокално-инструменталният състав „Стоп“ и дует „Симпъл“, подпомогнати от естрадно-сатиричен колектив. Освен организиране на чествания на бележити дати читалището съвместно с Община Ракитово, Съюза на българските писатели, Сдружението на българските писатели и Сдружението на писателите в Пазарджик е инициатор и домакин на литературен конкурс с връчване на Националната литературна награда „Милош Зяпков“.
Образцово народно читалище „Будилник – 1898“ е основен организатор на Празника на град Ракитово, съвместно с общинския съвет на града.